# Ван Шеньчжи
Ван Шеньчжи (спрощ.: 王审知; кит. трад.: 王審知; піньїнь: Wáng Shěnzhī), храмове ім'я Тайцзу (кит.: 太祖; піньїнь: Tàizǔ; 862 — 30 грудня 925) — засновник і перший правитель держави Мінь періоду п'яти династій і десяти держав.

## Життєпис
За володарювання династії Тан обіймав вищі адміністративні посади в різних провінціях, у тому числі був цзєдуши Вейу. Після падіння Тан, імператор нової династії — Пізньої Лян — Чжу Вень надав йому титул князя Мінь. 909 року фактично утворилась нова держава, правителем якої став Ван Шеньчжи.
За свідченням історичних джерел Ван Шеньчжи був скромним (навіть аскетичним) правителем. Він зменшив податковий тиск, а також пом'якшив кримінальні покарання. Це, зрештою, призвело до зростання рівня заможності його народу. Загалом період його правління був спокійним і мирним.
918 року Мінь надавала допомогу державі У, що зазнала нападу з боку одного з військових губернаторів.
923 року Ван Шеньчжи визнав сюзеренітет Пізньої Тан.
925 року Ван Шеньчжи важко захворів і доручив своєму сину Ван Яньханю керівництво державними справами. Пізніше, того ж року, Ван Шеньчжи помер, а Ван Яньхань зайняв трон.